# هرتا كوسينن

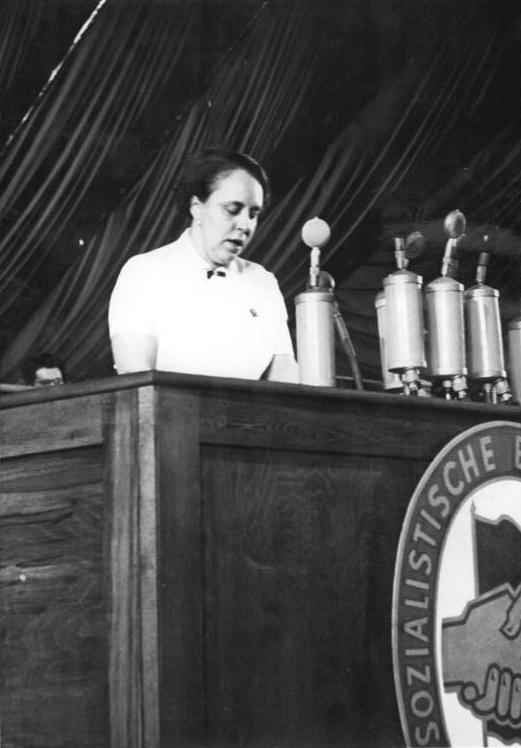
هرتا كوسينن.

هرتا كوسينن (Hertta Kuusinen؛ لوهانكا، 14 فبراير 1904 - موسكو، 18 مارس 1974) سياسية شيوعية فنلندية. ابنة الزعيم الفنلندي الشيوعي أوتو فيلي كوسينن.
رحلت هرتا كوسينن إلى الاتحاد السوفيتي بعد والدها ، لكنها عادت إلى فنلندا في عام 1934 بهدف بدء الثورة الشيوعية. فانتهى الأمر بها في السجن لأكثر من عشر سنوات. تغير المناخ السياسي في فنلندا بعد الحرب العالمية الثانية و في أول انتخابات بفترة ما بعد الحرب في عام 1945 انتخبت كوسينن للإدوسكونتا عن قائمة رابطة الشعب الفنلندي الديمقراطية (SKDL) . كانت الأمين العام للاتحاد بين عامي 1952-1958 عندما أصبح الاتحاد أكبر أحزاب الإدوسكونتا ب50 مقعداً من أصل 200 . كانت عضوا في البرلمان حتى عام 1971 ، كما تحمل الرقم القياسي لعدد الأصوات الشخصية في الانتخابات البرلمانية التي جرت حتى الآن.
تزوجت كوسينن توري لهين (1923-1933) وأوريو لينو (1945-1950) السياسيين الشيوعيين.

## وصلات خارجية
- هرتا كوسينن على موقع IMDb (الإنجليزية)
- هرتا كوسينن على موقع مونزينجر (الألمانية)